# Adrian Goldsworthy

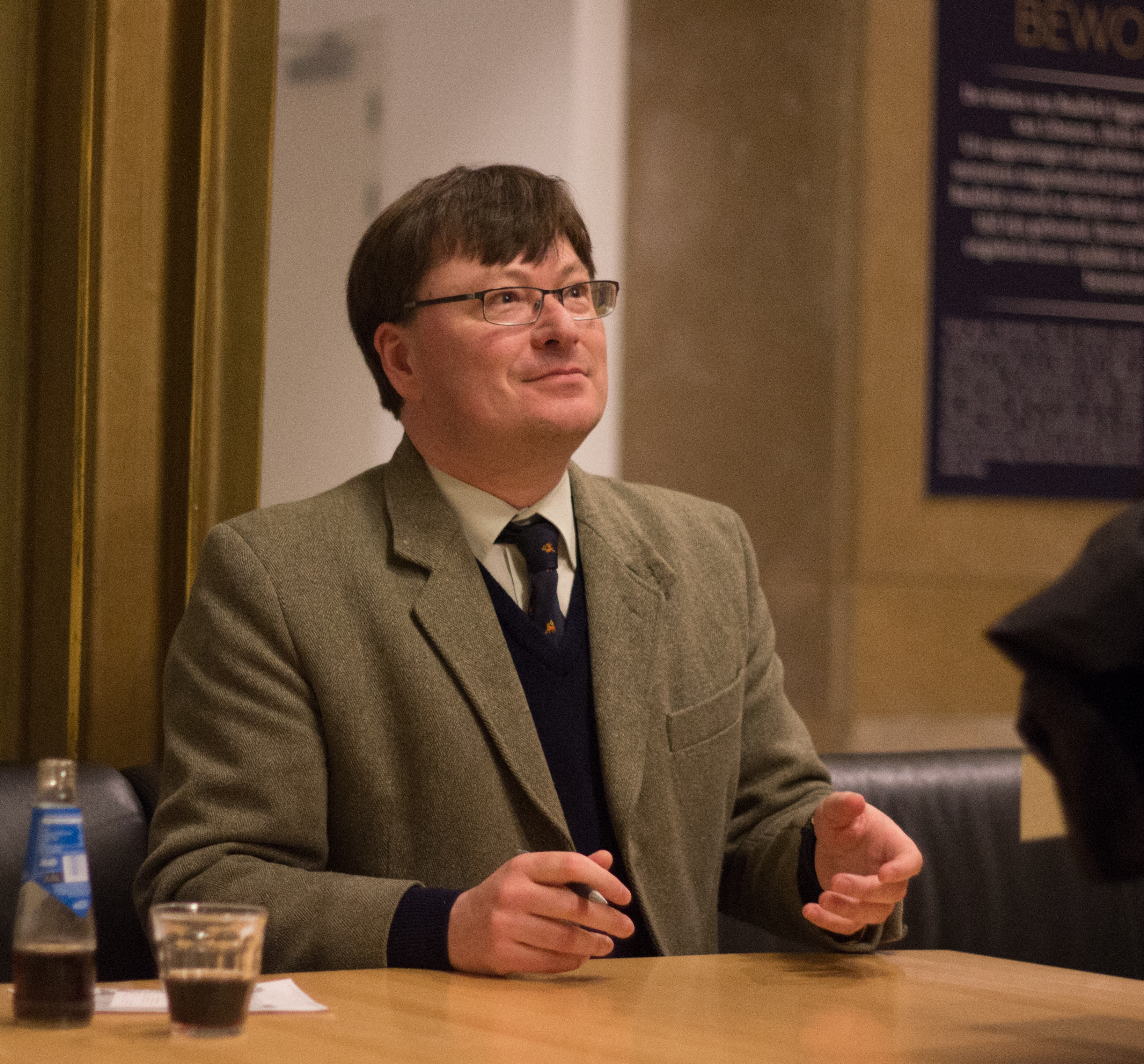
Adrian Goldsworthy, 2016

Adrian Goldsworthy (nacido en 1969) es un historiador británico, especialista en historia militar del mundo clásico. Estudió en el St John's College de la Universidad de Oxford, doctorándose en 1994.
Ha sido profesor en varias universidades, aunque en la actualidad se dedica fundamentalmente a escribir.
Frecuentemente aparece, como experto, en documentales de History Channel relacionados con su especialidad.

## Libros publicados
Algunos de sus libros son:
- The Roman Army at War 100 BC - AD 200 (OUP, 1996)
- Roman Warfare (Cassell, 2000) ISBN 0-304-35265-9
- The Punic Wars (Cassell, 2000) ISBN 0-304-35967-X posteriormente publicado como The Fall of Carthage: The Punic Wars 265-146BC, (Cassell, 2003) ISBN 9780304366420
- Fields of Battle: Cannae (Orion, 2001) ISBN 0-304-35714-6
- In the Name of Rome: The Men Who Won the Roman Empire (Orion,2003) ISBN 0-7538-1789-6
- The Complete Roman Army (Thames & Hudson, 2003) ISBN 0-500-05124-0
- Caesar: Life of a Colossus (Yale University Press, 2006) ISBN 0-300-12048-6
- Vindolanda (Head of Zeus, 2017) ISBN 9781784974688

### Ediciones en español
- Goldsworthy, Adrian (2002). Las guerras púnicas. Editorial Ariel. ISBN 978-84-344-6650-0.
- Goldsworthy, Adrian (2005). Grandes generales del ejército romano. Campañas, estrategias y tácticas. Editorial Ariel. ISBN 978-84-344-6770-5.
- Goldsworthy, Adrian (2005). El ejército romano. Ediciones Akal. ISBN 978-84-460-2234-3.
- Goldsworthy, Adrian (2007). César: la biografía definitiva. La Esfera de los Libros. ISBN 978-84-9734-658-0.
- Goldsworthy, Adrian (2009). La caída del imperio romano: el ocaso de occidente. La Esfera de los Libros. ISBN 9788497348645.
- Goldsworthy, Adrian (2010). En el nombre de Roma: los hombres que forjaron el imperio. Ariel. ISBN 9788434469297.
- Goldsworthy, Adrian (2013). Soldados de honor. La Esfera de los Libros. ISBN 9788499706382.
- Goldsworthy, Adrian (2015). Octavio. La Esfera de los Libros.

Goldsworthy, Adrian (2011). Marco Antonio y Cleopatra. La Esfera de los Libros 
Goldsworthy, Adrian (2017). Pax romana. La Esfera de los Libros.
Goldsworthy, Adrian (2021). Filipo y Alejandro. La Esfera de los Libros
Goldsworthy, Adrian (2023). El muro de Adriano. Confín del Imperio. Desperta Ferro.
Goldsworthy, Adrian (2024). El águila y el león. Roma, Persia y un conflicto imposible de ganar. La Esfera de los Libros.
- Goldsworthy, Adrian (2018). Vindolanda. Pàmies. ISBN 9788416970902.
- Goldsworthy, Adrian (2019). Hibernia. Pamies. ISBN 9788417683184
- Goldsworthy, Adrian (2020). Brigantia. Los últimos druidas. Pamies. ISBN 9788417683856
- Goldsworthy, Adrian (2021). El fuerte. Pámies. ISBN9788418441757
- Goldsworthy, Adrian (2022). La Ciudad. Pámies. ISBN9788419301130